# Robert Smith (cestista)
Robert Leroy Smith (Los Angeles, 10 marzo 1955) è un ex cestista statunitense, professionista nella NBA e in Francia.

## Carriera
Venne selezionato dai Denver Nuggets al terzo giro del Draft NBA 1977 (65ª scelta assoluta).

## Palmarès

### Squadra
- Campionato francese: 1

Olympique d'Antibes: 1990-91

### Individuale
- CBA Most Valuable Player (1983)
- 3 volte All-CBA First Team (1983, 1984, 1985)
- All-CBA Second Team (1982)
- CBA All-Defensive Second Team (1985)
- Miglior passatore CBA (1983)
- 3 volte miglior tiratore di liberi CBA (1983, 1984, 1985)